# TimeShift (videojuego)
TimeShift es un videojuego de disparos en primera persona publicado por Sierra Entertainment. Lanzado el 30 de octubre de 2007 en su versión para Xbox 360 y Microsoft Windows; y el 19 de noviembre del mismo año para PlayStation 3. Está desarrollado por Saber Interactive, quien también hizo el juego, Will Rock. Algunos diseños de Will Rock fueron reutilizados en TimeShift, tales como algunas armas.
La característica principal del juego permite que el jugador pare, invierta o ralentice el tiempo, similar al juego de Xbox Blinx: The Time Sweeper o Prince of Persia: Las Arenas del Tiempo.
El juego tardó 5 años en salir al mercado desde su anuncio, ralentizado en su desarrollo por varios rediseños casi completos y un cambio de desarrolladora.
La trama sitúa al protagonista en la piel de un científico del equipo encargado del desarrollo de un traje con capacidades especiales, tales como curar heridas o manipular el flujo temporal, del que sólo existen dos prototipos -alfa y beta-. Al inicio del juego, uno de los trajes es robado por el Doctor Krone, némesis principal del juego, que busca la dominación mundial, el otro se lo pone el protagonista, que parte a intentar acabar con sus planes.